# Дьома
Дьо́ма (рос. Дё́ма, башк. Дим) — річка в Башкортостані і Оренбурзькій області Росії, впадає зліва в р. Білу (сточище р. Ками) у місті Уфа.
Довжина 535 км, сточище 12 800 км², середня річна витрата води у гирла 35 м³/сек.
Бере початок на північному схилі Общого Сирту. Долина широка, річище звивисте; у низинах численні протоки і старіці.
На річці — місто Давлеканово.

## Галерея

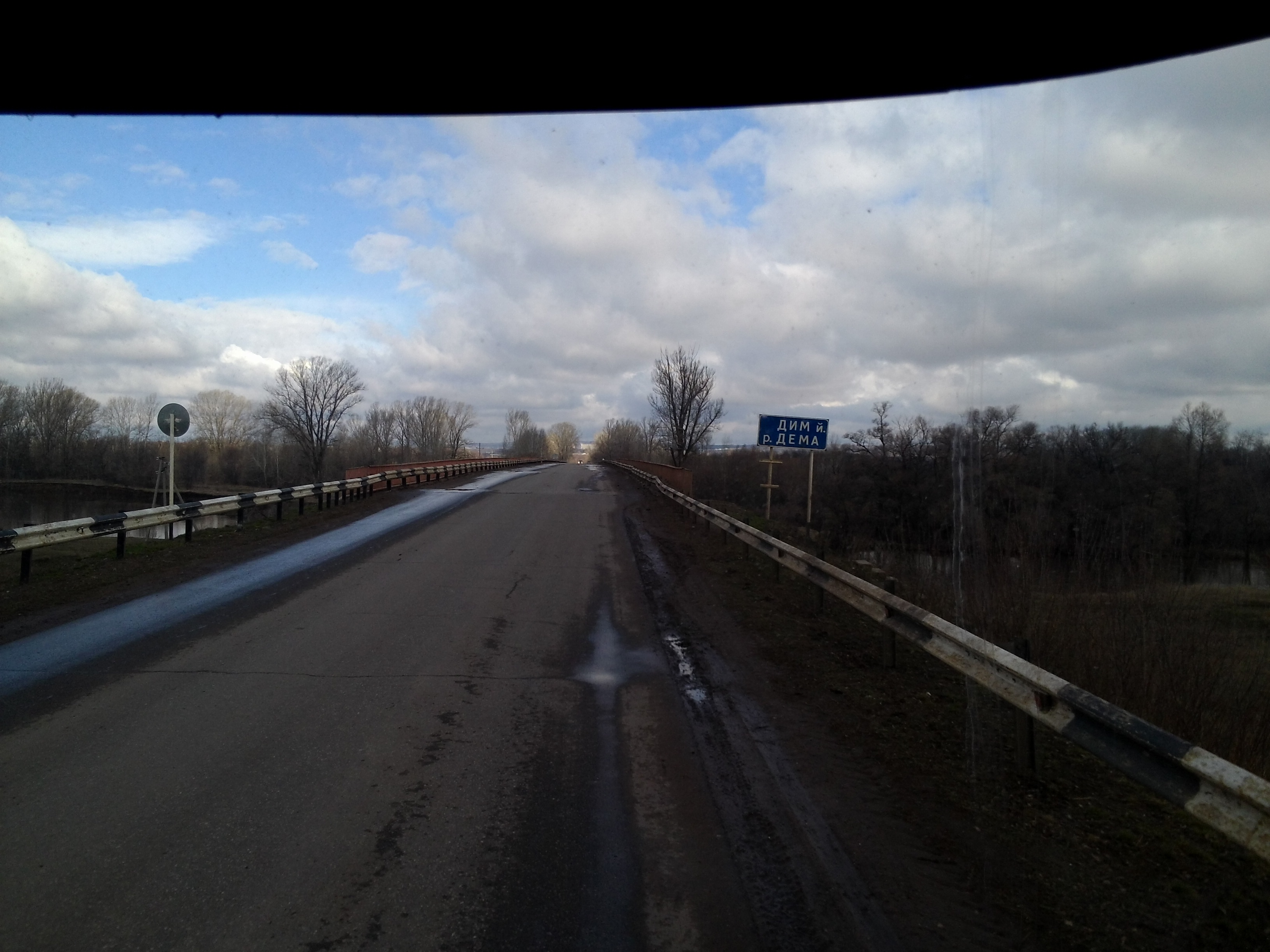
Дорожній вказівник неподалік від смт Чишми
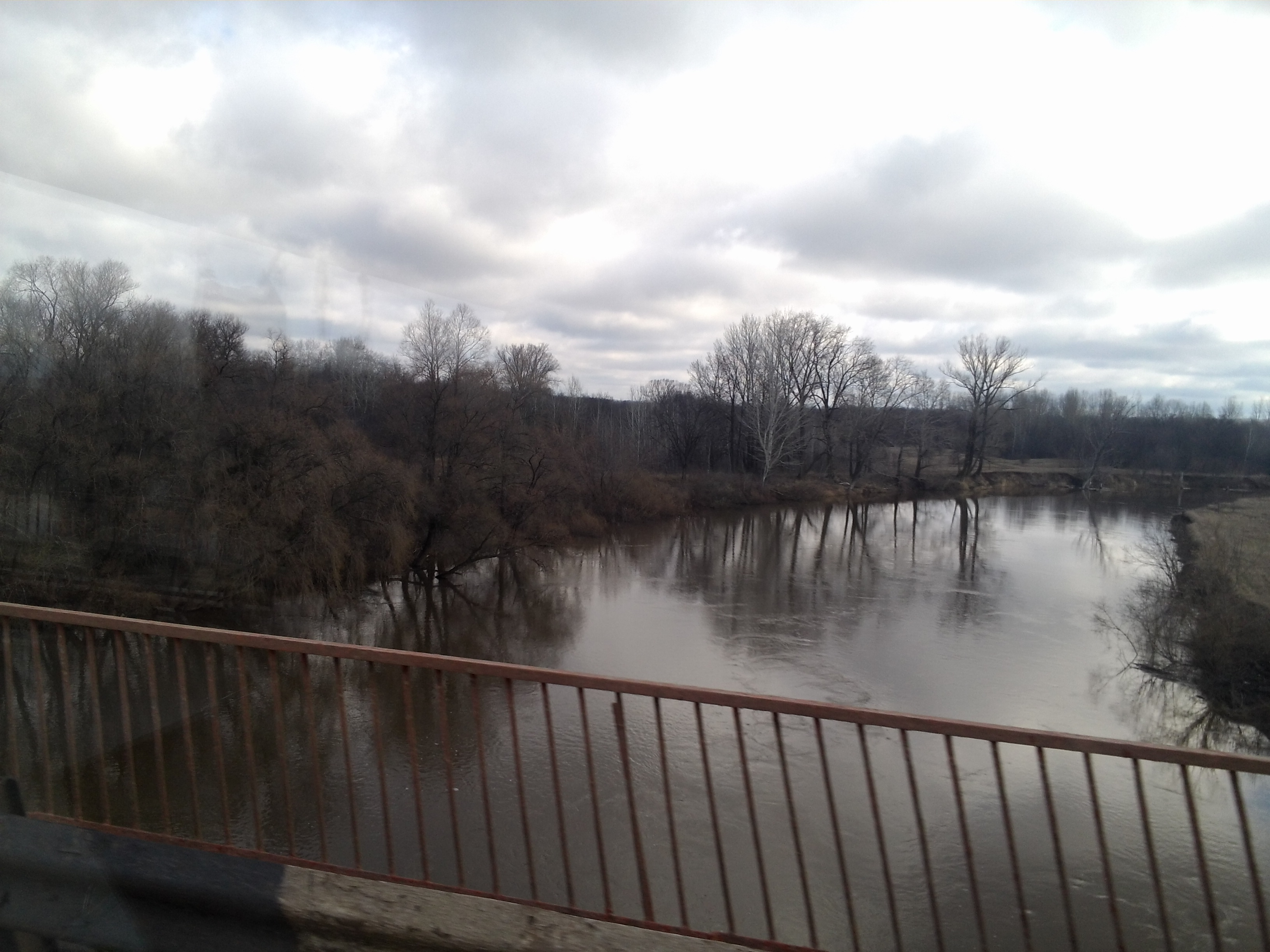
Річка Дьома в Чишмінському районі
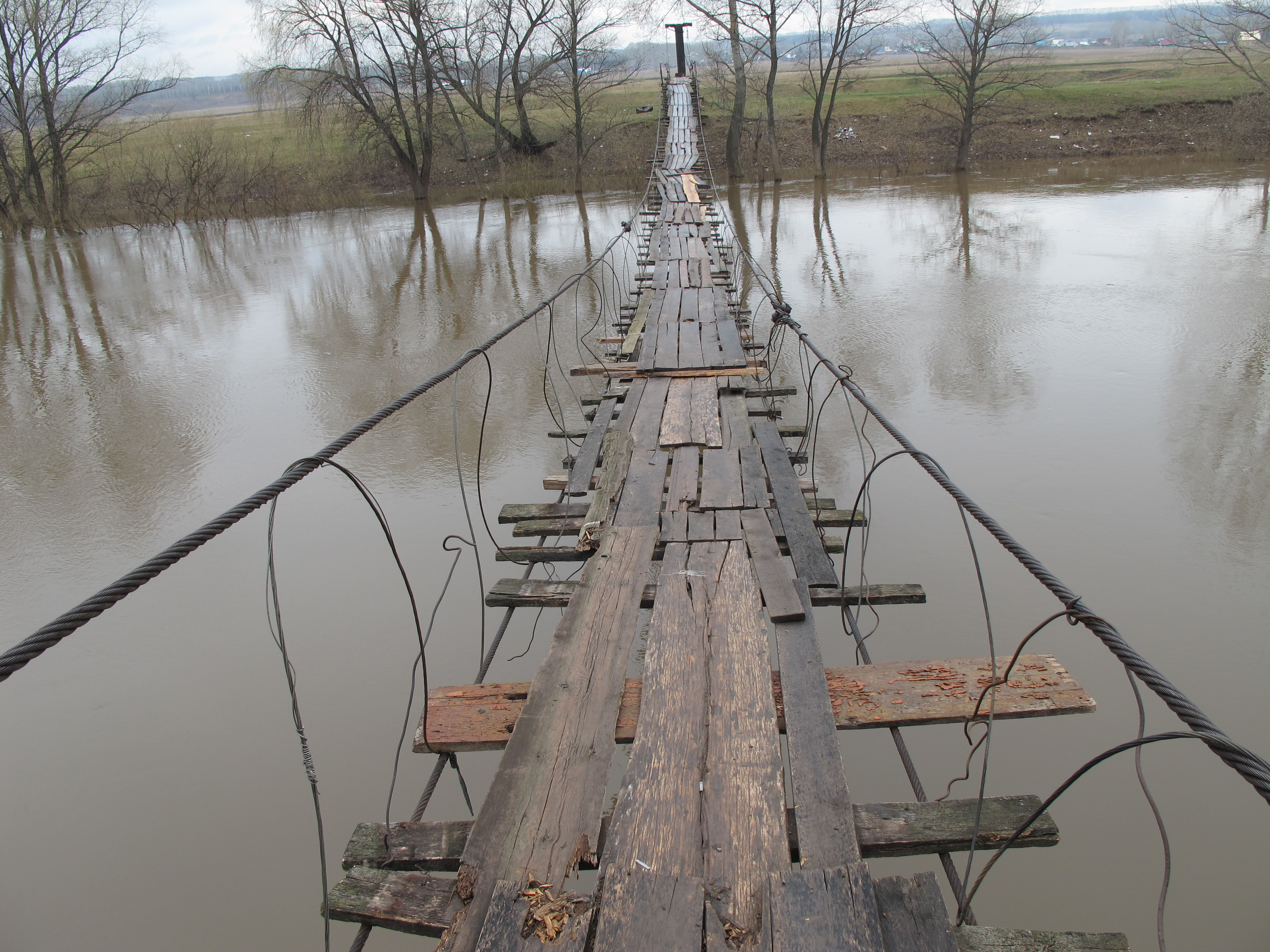
Міст через річку поблизу села Бочкарьовка
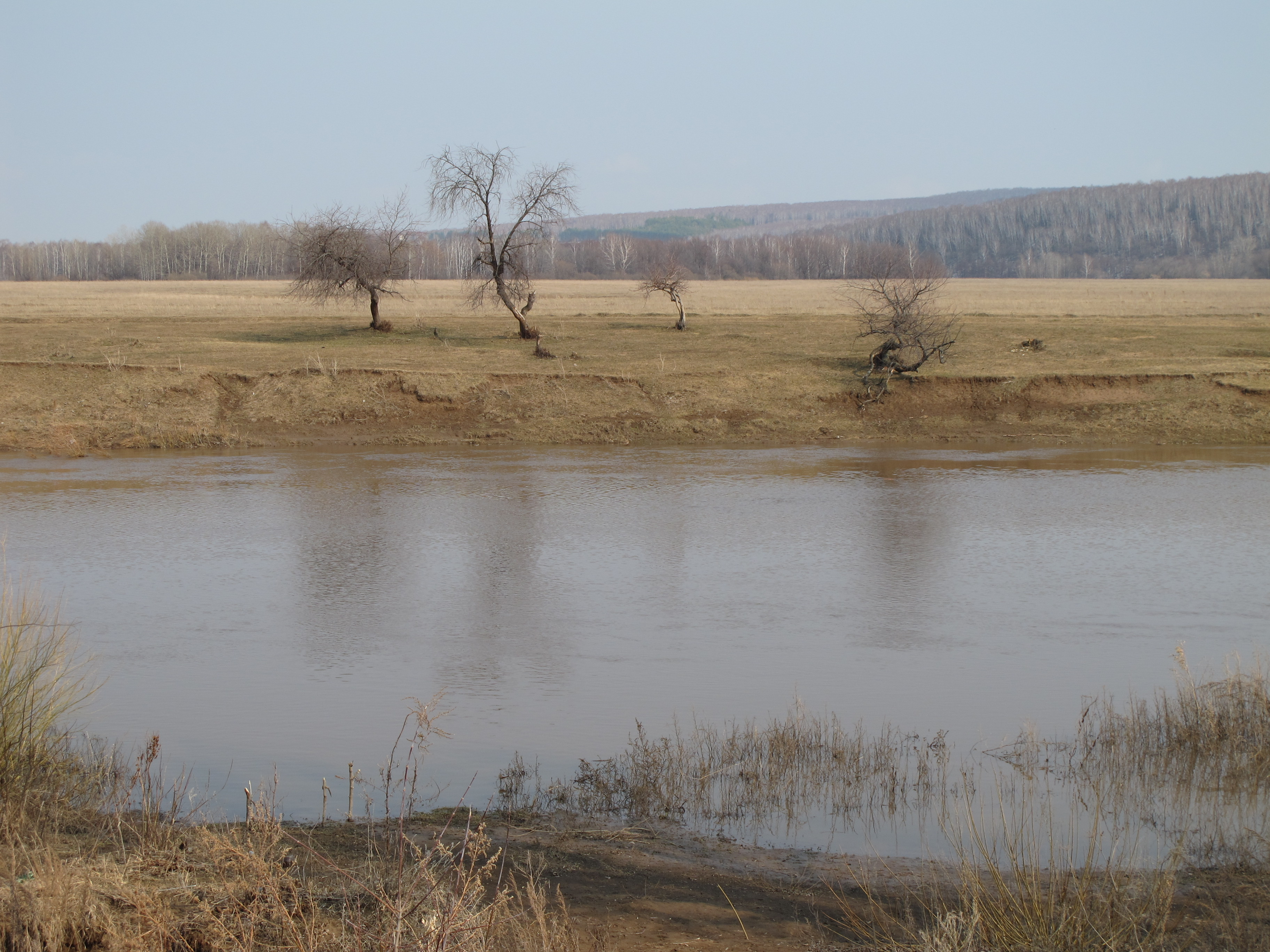
Річка Дьома в районі села Бочкарьовка

| Росія | Це незавершена стаття з географії Росії. Ви можете допомогти проєкту, виправивши або дописавши її. |